# Okraj Beljak-dežela
Okraj Beljak-dežela/podeželje (nemško Bezirk Villach-Land) je upravni okraj v avstrijski zvezni deželi Koroški s skoraj 65.000 prebivalci (skupaj s statutarnim mestom Beljak, ki ga v celoti obkroža, jih imata 127.500). Zavzema ozemlje med Ziljsko dolino, Rožem, Osojskimi Turami in Vrbskim jezerom. Okraj Beljak-dežela je skupaj z okraji Celovec-dežela, Velikovec in Šmohor del tradicionalno slovensko govorečega, danes dvojezičnega ozemlja Južne Koroške, kjer živi avtohtona slovenska narodna skupnost. Je tudi okraj z najvišjim deležem evangeličanov na Koroškem.

## Upravna delitev
Okraj Beljak-dežela je razdeljen na 19 občin, od tega je devet trških občin.

## Podatki o občinah
Tabela prikazuje osnovne podatke o občinah v okraju Beljak-dežela. Podatki o številu prebivalcev se nanašajo na 1. januar leta 2012. 
| Občina (slovensko)          | Občina (nemško)           | Grb | Lega | Prebivalcev | Površina   | Gostota prebivalstva | Sodni okraj   | Regija                                 | Tip          |
| --------------------------- | ------------------------- | --- | ---- | ----------- | ---------- | -------------------- | ------------- | -------------------------------------- | ------------ |
| Arije                       | Arriach                   |     |      | 1416        | 70,82 km2  | 20 preb./km2         | Beljak-dežela |                                        | Občina       |
| Bekštanj                    | Finkenstein am Faaker See |     |      | 8581        | 102,06 km2 | 84 preb./km2         | Beljak-dežela | Na prehodu med Ziljsko dolino in Rožem | Občina       |
| Belšak                      | Weißenstein               |     |      | 3006        | 49,17 km2  | 61 preb./km2         | Beljak-dežela |                                        | Trška občina |
| Bistrica na Zilji           | Feistritz an der Gail     |     |      | 649         | 19,32 km2  | 34 preb./km2         | Beljak-dežela | Ziljska dolina                         | Občina       |
| Breze                       | Fresach                   |     |      | 1239        | 38,78 km2  | 32 preb./km2         | Beljak-dežela | Krške Alpe                             | Občina       |
| Čajna                       | Nötsch im Gailtal         |     |      | 2292        | 42,72 km2  | 54 preb./km2         | Beljak-dežela | Ziljska dolina                         | Trška občina |
| Polje                       | Feld am See               |     |      | 1160        | 33,65 km2  | 34 preb./km2         | Beljak-dežela |                                        | Občina       |
| Perja vas                   | Ferndorf                  |     |      | 2262        | 31,41 km2  | 72 preb./km2         | Beljak-dežela |                                        | Občina       |
| Plajberk pri Beljaku        | Bad Bleiberg              |     |      | 2402        | 44,74 km2  | 54 preb./km2         | Beljak-dežela |                                        | Trška občina |
| Podklošter                  | Arnoldstein               |     |      | 6907        | 67,47 km2  | 102 preb./km2        | Beljak-dežela | Ziljska dolina                         | Trška občina |
| Rožek                       | Rosegg                    |     |      | 1867        | 19,15 km2  | 97 preb./km2         | Beljak-dežela | Rož                                    | Trška občina |
| Štokboj                     | Stockenboi                |     |      | 1659        | 100,07 km2 | 17 preb./km2         | Beljak-dežela |                                        | Občina       |
| Straja vas                  | Hohenthurn                |     |      | 807         | 27,23 km2  | 30 preb./km2         | Beljak-dežela | Ziljska dolina                         | Občina       |
| Šentjakob v Rožu            | Sankt Jakob im Rosental   |     |      | 4323        | 78,62 km2  | 55 preb./km2         | Beljak-dežela | Rož                                    | Trška občina |
| Špatrjan                    | Paternion                 |     |      | 6032        | 105,46 km2 | 57 preb./km2         | Beljak-dežela |                                        | Trška občina |
| Trebinje ob Osojskem jezeru | Treffen am Ossiacher See  |     |      | 4390        | 71,04 km2  | 62 preb./km2         | Beljak-dežela | Osojsko jezero                         | Trška občina |
| Vernberk                    | Wernberg                  |     |      | 5449        | 26,43 km2  | 206 preb./km2        | Beljak-dežela | Prehod med Rožem in Osojskimi Turami   | Občina       |
| Vrba na Koroškem            | Velden am Wörthersee      |     |      | 8846        | 53 km2     | 167 preb./km2        | Beljak-dežela | Osojske Ture Vrbsko jezero             | Trška občina |
| Zobrce                      | Afritz am See             |     |      | 1413        | 28,06 km2  | 50 preb./km2         | Beljak-dežela |                                        | Občina       |

## Spletne povezave
- Spletna stran okraja Arhivirano 2004-03-23 na Wayback Machine.